# Puerto Yuca
Puerto Yuca är en ort i Colombia.   Den ligger i departementet Meta, i den centrala delen av landet, 210 km sydost om huvudstaden Bogotá. Puerto Yuca ligger 212 meter över havet och antalet invånare är 5 029.
Terrängen runt Puerto Yuca är platt. Runt Puerto Yuca är det mycket glesbefolkat, med 5 invånare per kvadratkilometer. Det finns inga andra samhällen i närheten. I omgivningarna runt Puerto Yuca växer i huvudsak städsegrön lövskog.